# 王章 (成化進士)
王章（1444年—？），字廷憲，陝西延安府膚施縣人，民籍，明朝政治人物。

## 生平
陝西鄉試第十五名舉人。成化十七年（1481年）中式辛丑科會試第二百一名，三甲第一百五十一名進士。

## 家族
曾祖王成；祖父王林；父王寅，母馬氏；繼母賈氏。慈侍下。